# Bányavárosok (heraldika)

Pécs 1948-tól 1989-ig használt antiheraldikus címere, benne bányászatra utaló jel (alsó fekete félköríves mező)

A bányavárosok címerei sajátos alcsoportot képeznek a városcímereken, illetve a kommunális heraldikán belül. Ez főként a bányászszerszámok használatában nyilvánul meg, az adott város lakóinak fő foglalkozására utalva. A bányavárosok címerében általában keresztbe tett kalapácsok (de: Schlägel), illetve kalapács és bányászék (de: Eisen) van, de gyakori a bányász (de: Bergmann) is, (fekete) ünneplő- esetleg munkaruhában, mint címerkép és pajzstartó. Ezek jellegzetesen magyar öltözékű bányászok. Kivétel nélkül magyar csizmát viselnek, szemben a német és cseh bányavárosok címereiben szereplő alakokkal, akik soha nem viselnek csizmát. Nagybánya címerének bányásza vitézkötéses egyenruhát hord, ami teljesen eltér a német vagy osztrák címerek bányászainak egyenruhájától.
A bányászattal foglalkozók már a legrégibb időkben is különféle kiváltságokkal felruházott királyi szabadosok voltak. A bányavárosok privilégiumainak része volt a pecséthasználat joga, ami egyenes úton vezetett a korai címerhasználathoz. A városi címerek között ezért a bányavárosok címerei a legrégibbek. Mivel a bányavárosok a szabad királyi városok egyik csoportját alkották, címereik legtöbbször megtartották az eredeti motívumokat.
Az első ismert bányavárosi pecsét Selmecbányáé 1275-ből, mely egyúttal a második legrégibb magyarországi várospecsét az esztergomi latinok 1265-ös pecsétje után. Ezek már valódi, pajzsba foglalt címerek. A selmeci jogot 1255-ben Besztercebánya, később pedig a többi alsó-magyarországi bányaváros is elfogadta (Körmöcbánya és Újbánya kivételével), így a 13. század végén és a 14. század elején már minden alsó-magyarországi bányaváros használt címert, azonban nem mindegyikben szerepel bányászati jelkép (Körmöcbánya, Besztercebánya). A 14. századtól már több bányaváros címerében is található egy vagy több bányászszerszám.
A legrégibb bányavárosi címerekben és a fennmaradt bányatelepek pecsétjein várfal látható (Selmecbánya, Gölnicbánya, Telkibánya, Korpona, Korompa). Árpád-kori kiváltságokra és címeradományra utal az Árpád-sávok és a kettős kereszt használata (Besztercebánya, Stósz, Gölnicbánya, valamint Torda régi pecsétje). Abrudbánya címerében sas (turul) tartja a két kis pajzsot. Időben ezt követik a templomok, templomtornyok, egyházi és hitéleti motívumok: a város védőszentjei, angyalok, Isten báránya, Szűz Mária stb. Ezzel szinte egykorúak az egyenruhás bányászok (Körmöcbánya 1328, Nyitrabánya, Libetbánya, Dobsina régi címere, Bakabánya, Rudabánya, Torda, Korpona, Korompa, Jászó, Újbánya, Alsó- és Felsőmecenzéf).
A szabad királyi bányavárosok egy része az Anjou-korban nyerte el kiváltságait. Címerükben ezért megtalálhatók az uralkodóház jelképei, a hasított pajzs egyik mezőjében az Anjou-liliomok, a másikban az Árpád-vágások (Libetbánya, Telkibánya, Németlipcse, Breznóbánya). Azon bányavárosok, melyek történelmük folyamán valamilyen városi szövetséget alkottak, a címerükben is utaltak erre bizonyos közös motívummal. Az alsó-magyarországi bányavárosok szövetségének célja anyagi érdekeik közös védelme, jogaik, kiváltságaik, szabadalmaik biztosítása volt. Ez a szövetség formálisan, írásos formában nem létezett. Királyi privilégiumaikat a 15. századtól közösen nyerték el. A hét bányaváros (Selmecbánya, Körmöcbánya, Besztercebánya, Bakabánya, Libetbánya, Újbánya és Bélabánya) 1420 után a királyné közvetlen uralma alatt állt és közigazgatásilag a zólyomi ispánhoz tartozott. A felső-magyarországi bányavárosok (Gölnicbánya, Szomolnokbánya [Lassúpatakkal együtt], Rudabánya, Jászó, Telkibánya, Rozsnyóbánya és Igló) 1487 karácsonyán írásos statútumba foglalta szövetségre lépését. A felső-magyarországi bányavárosok szövetségéhez tartozó települések címerének közös vonása a keresztbe tett bányászcsákány és -ék. Egyes vélemények szerint ez a szövetség jelvénye volt. Különös a felvidéki bányavárosok (Szomolnok, Rozsnyó, Igló, Szepesremete) címerében látható rózsa, ami ezen városok összetartozására utal.
Az 1948 és 1990 között létrejött magyarországi bányászvárosok újabb, modern motívumai többször is megsértették a heraldika szabályait. Jellemző a jelképek túlzsúfolása a pajzson és több jelkép alkalmazása ugyanazon tevékenység jelölésére, vörös csillaggal kiegészítve. A rendszerváltás után ezeket a címereket sorra megváltoztatták, de az antiheraldikus vonásokat nem mindig sikerült kiküszöbölni. Több város a régi címerét újította fel vagy régi címerének egyes elemeit használta fel az újhoz.